# Margaret Haley (syndicaliste)
Margaret Angela Haley, née le 15 novembre 1861 à Joliet dans l'État de l'Illinois et morte le 5 janvier 1939 à Chicago également dans l'État de l'Illinois, est une enseignante, syndicaliste, réformatrice sociale américaine, présidente du syndicat la Chicago Teachers Federation pendant 40 ans afin de défendre et promouvoir les droits des enseignants, une militante du droit de vote des femmes aux États-Unis et d'une législation sur le travail des enfants aux États-Unis.

## Biographie

### Jeunesse et formation

#### Une famille irlando-américaine
Margaret Haley est la seconde des huit enfants et l'aînée des quatre filles de Michael Haley et d'Elizabeth Tiernan Haley. Les deux familles les Haley comme les Tiernan sont nés en Irlande,,.

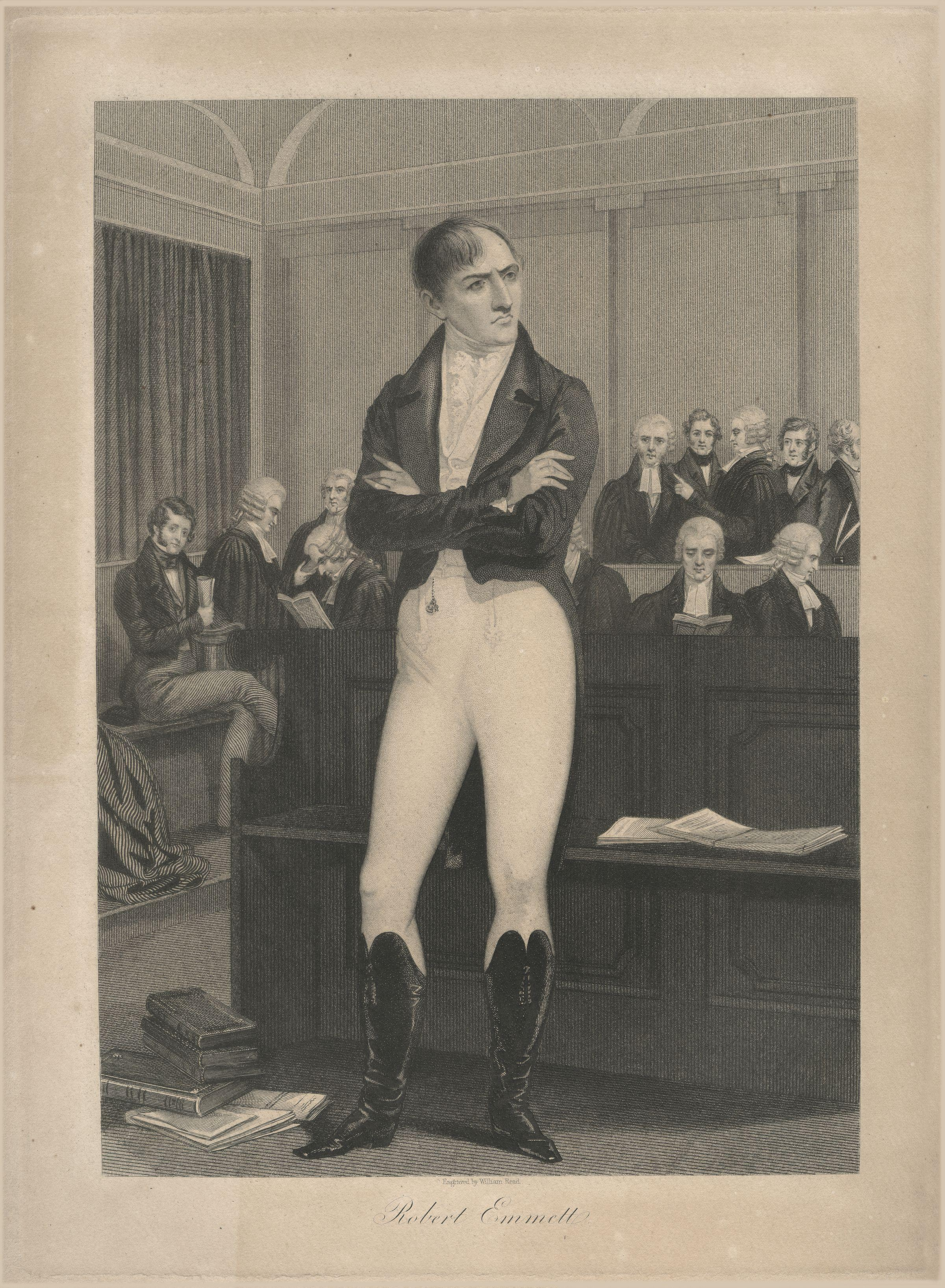
Portrait de Robert Emmet par William Read

##### La famille Tiernan, des nationalistes irlandais
La famille de sa mère, les Tiernan, notamment ses grands-parents paternels Thomas et Bridget Tiernan, sont des Irlandais qui se sont toujours opposés à l'occupation de l'Irlande par l'Angleterre protestante qui réprime la langue gaélique et les catholiques, répression légalisée par les Irish Penal Laws qui marginalisent les catholiques en leur supprimant de droit de vote, le droit à siéger au Parlement, en leur interdisant la possession d'armes, d'acheter des terrains ou des immeubles, d'enseigner le gaélique. Lois qui ont pour conséquence à maintenir les Irlandais irréductibles dans illettrisme, la pauvreté à se résigner à ne jamais devenir des propriétaires terriens mais des métayers. Répression qui suscite de forts sentiments nationalistes générant des guérillas qui culminent avec la Rébellion irlandaise de 1798, puis aux émeutes de Dublin en 1803 menée par Robert Emmet, Thomas Russell (en) qui seront exécutés. Thomas et Bridget Tiernan effrayés par la situation des Irlandais, se décident à quitter leur pays pour les États-Unis en 1827, afin d'y trouver des conditions politiques, économiques et sociales qui leur étaient auparavant refusées. Les Tiernan se fixent à Waukegan dans l'Illinois en 1835, ville où grandit la mère de Margaret Haley et où elle rencontre son futur époux Michael Haley.

##### Michael Haley

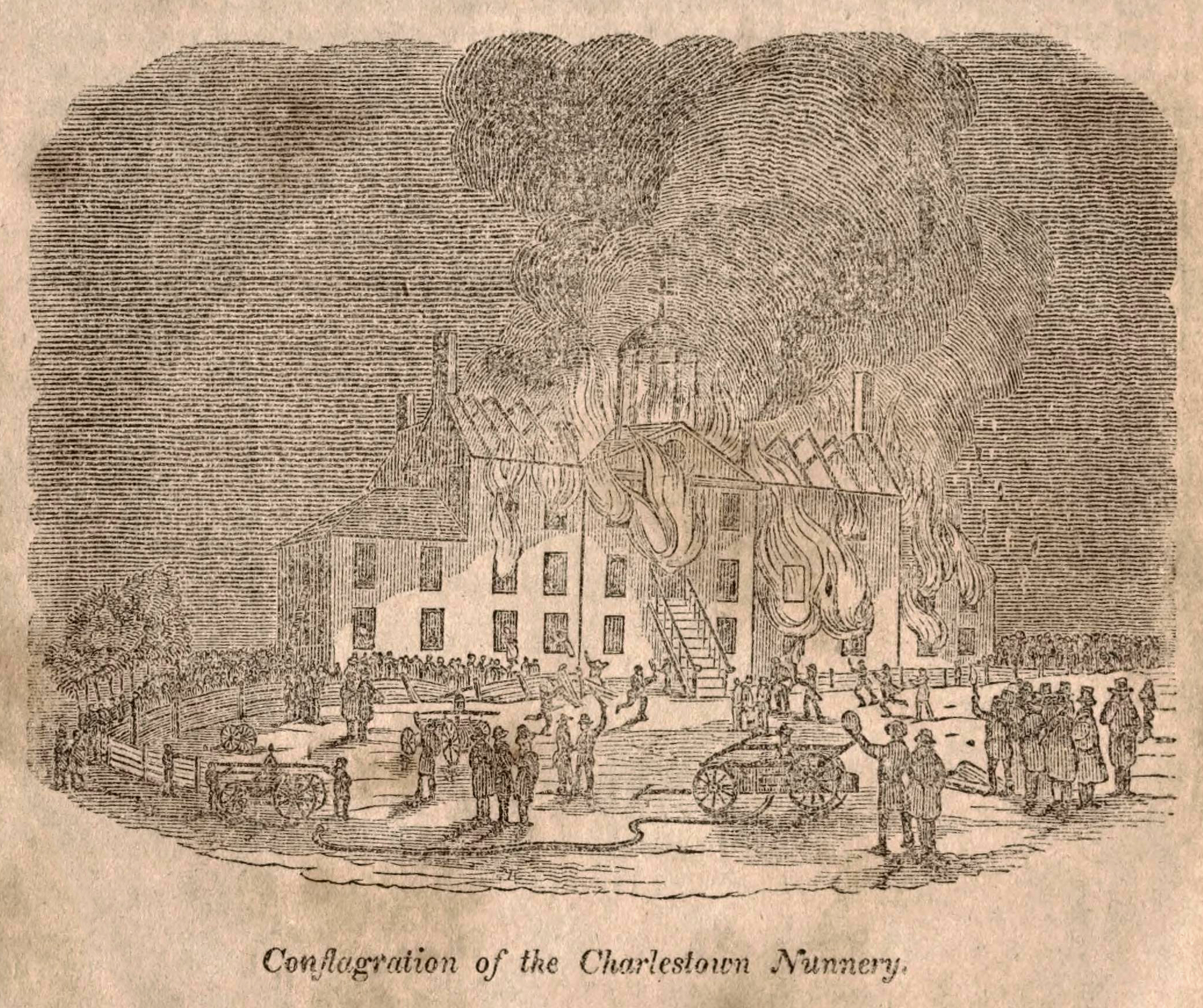
Incendie du couvent des Ursulines de Charleston.

Michael Haley, selon les sources est né soit au Canada, soit à New York. Enfant, en 1834, il assiste à l'Incendie du couvent des Ursulines de 1834 (en), à Charlestown, dans l'État du Massachusetts, acte de terrorisme commis par des membres de la société secrète Know Nothing, composée de nativistes anti-catholiques, cet attentat le marquera toute sa vie. Adulte, il quitte le Massachusetts pour l'Illinois où il espère trouver des conditions vie exempte du fanatisme anti-catholique. Michael Haley travaille sur le chantier du canal Illinois et Michigan comme des milliers d'ouvriers irlandais. Quand le chantier connait des difficultés financières, ne pouvant plus payer les salaires, l'État de l'Illinois indemnise les ouvriers. Michael Haley en profite pour acheter une ferme comme ses camarades irlandais. Si bien qu'en 1850, le tiers des fermiers et propriétaires terriens de l'Illinois du nord sont des Irlandais. Face aux difficultés financières, Michael Haley, part en 1850 pour s'installer à Lockport une petite ville dont les habitants sont majoritairement des Irlandais. Là, il travaille comme tailleur de pierre, compétence qu'il a apprise lors de son emploi au chantier de construction du canal Illinois et Michigan. Il travaille, notamment sur le chantier du pont qui joint les villes de Joliet et de Des Plaines. C'est pendant la construction de ce pont que ses logeurs lui font connaître sa future épouse Elizabeth Tiernan. Ils se marient à fin des années 1850. En 1860, le couple donne naissance à leur premier enfant Thomas, suivi de la naissance de leur fille Margaret Angela le 15 novembre 1861. D'autres enfants suivent, Jenny en 1863, Eliza en 1864, James en 1865, Edward en 1867, Dennis en 1868 et Mary en 1872,.

##### Une affiliation irlandaise et catholique
Margaret Haley gardera de ses racines irlandaises et catholiques un esprit de rébellion et de liberté de pensée.

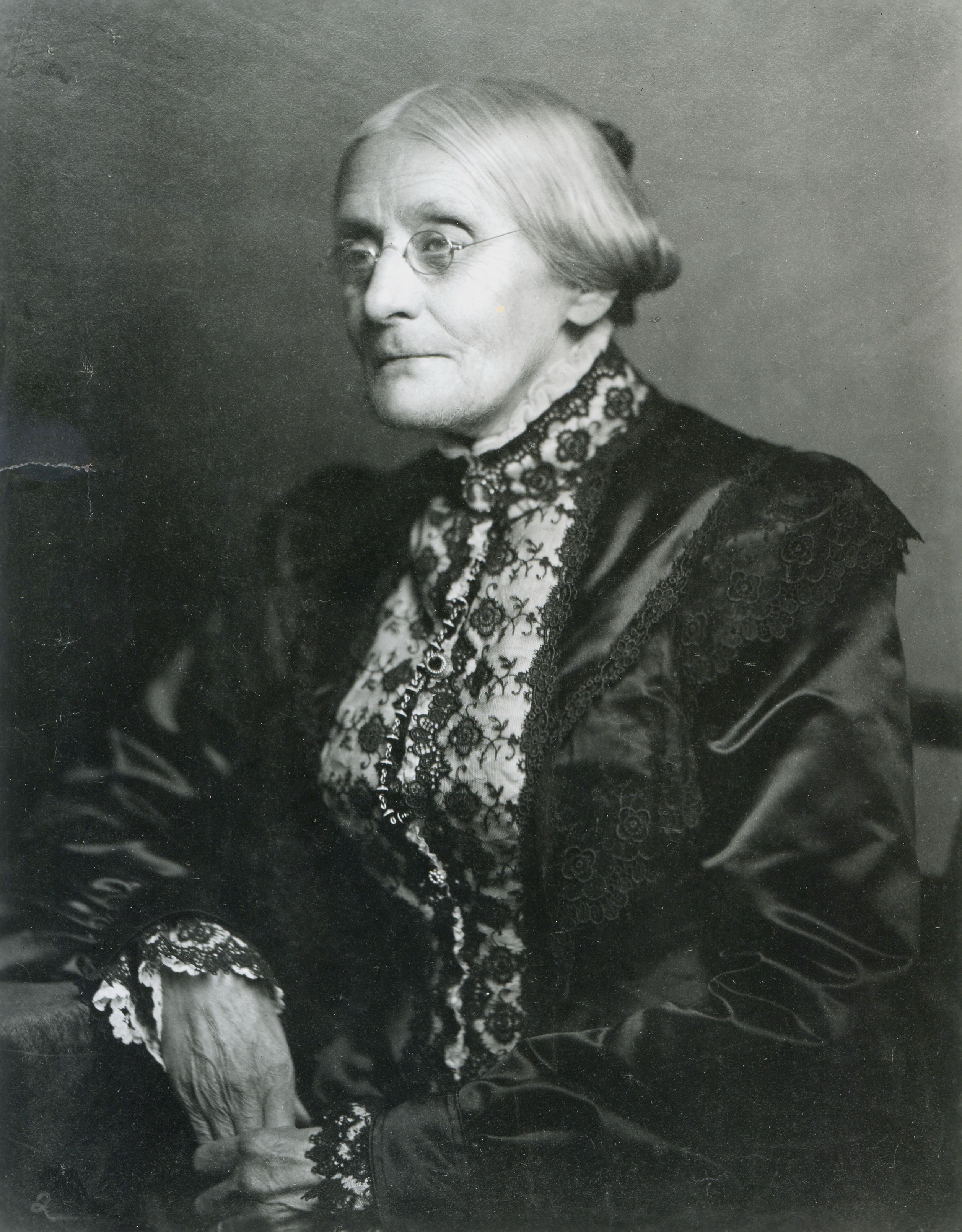
Susan B. Anthony

#### Scolarité et influences
Margaret Haley passe son enfance dans la ferme familiale tout en suivant sa scolarité primaire dans une école de Channahon à proximité de Joliet. Elle suit sa scolarité secondaire au St. Angela's Convent, une école conventuelle de Morris, ville également proche de Joliet. Pendant ses sorties dans la ville de Morris, elle note les ségrégations ethniques, les protestants méprisent les Irlandais, les considèrent comme valant guère mieux que les Afro-Américains, voire pire pour certains. Ségrégation des lieux de résidence, les Irlandais et les Écossais sont relégués dans les quartiers du côté est de la ville, alors que les protestants habitent dans le centre-ville et sur le côté ouest,.

##### L'héritage paternel
Pendant son adolescence, Margaret Haley est sensibilisée aux questions politiques grâce à son père qui est un adhérent des Knights of Labor (« Chevaliers du travail ») et qui est pour l'égalité des droits pour les femmes et le droit de vote des femmes aux États-Unis. Il est un des soutien de Susan B. Anthony et emmène ses filles dont Margaret Haley assister à l'une de ses conférences,,,.

##### L’héritage de la guerre de Sécession

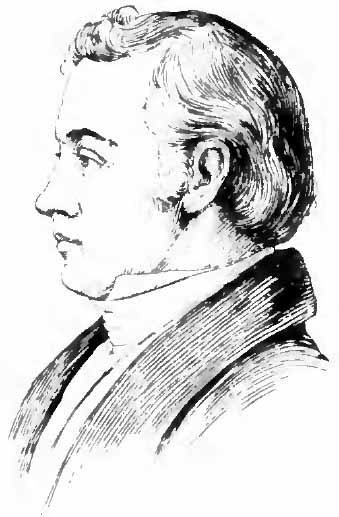
Elijah Parish Lovejoy

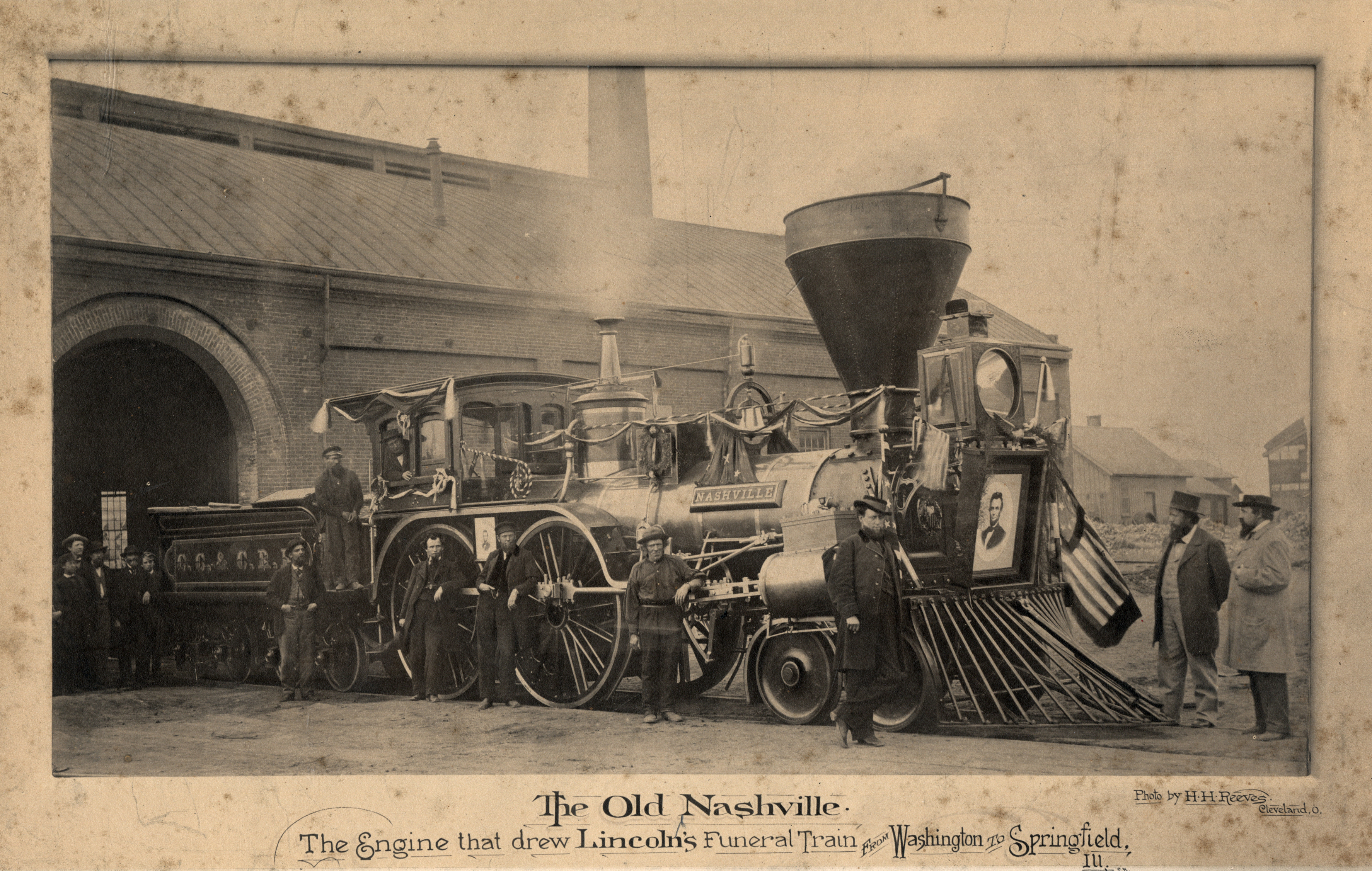
Train transportant le cercueil d'Abraham Lincoln

Margaret Haley sait très tôt qu'elle est née la même année du début de la guerre de Sécession, dans le même État où Elijah Parish Lovejoy a été assassiné pour avoir osé défendre son journal abolitionniste et où Abraham Lincoln a commencé sa carrière politique. Période où les hommes se battaient pour des causes. Pendant toute sa vie, elle garde le chagrin que lui a procuré l'annonce de l'assassinat d'Abraham Lincoln quand elle avait quatre ans et demi. Tout comme elle se souvient de la journée du 2 mai 1865, où elle est marquée par les émotions exprimées par la foule présente au passage du train funéraire transportant la dépouille d'Abraham Lincoln lorsqu'il est passé par les gares de Lockport et de Joliet. Plus que de la guerre, ce qui lui importe c'est l'héritage de ce conflit, qui lui fait épouser les causes d'émancipation, des droits civiques, la défense des Irlandais catholiques. Ce qui lui fait écrire dans son autobiographie d'une « guerre sans fin » qui se déroule entre impossibilité et possibilité de « faire avancer le front de la guerre pour les droits de l'homme »

### Carrière

#### L'enseignante du primaire

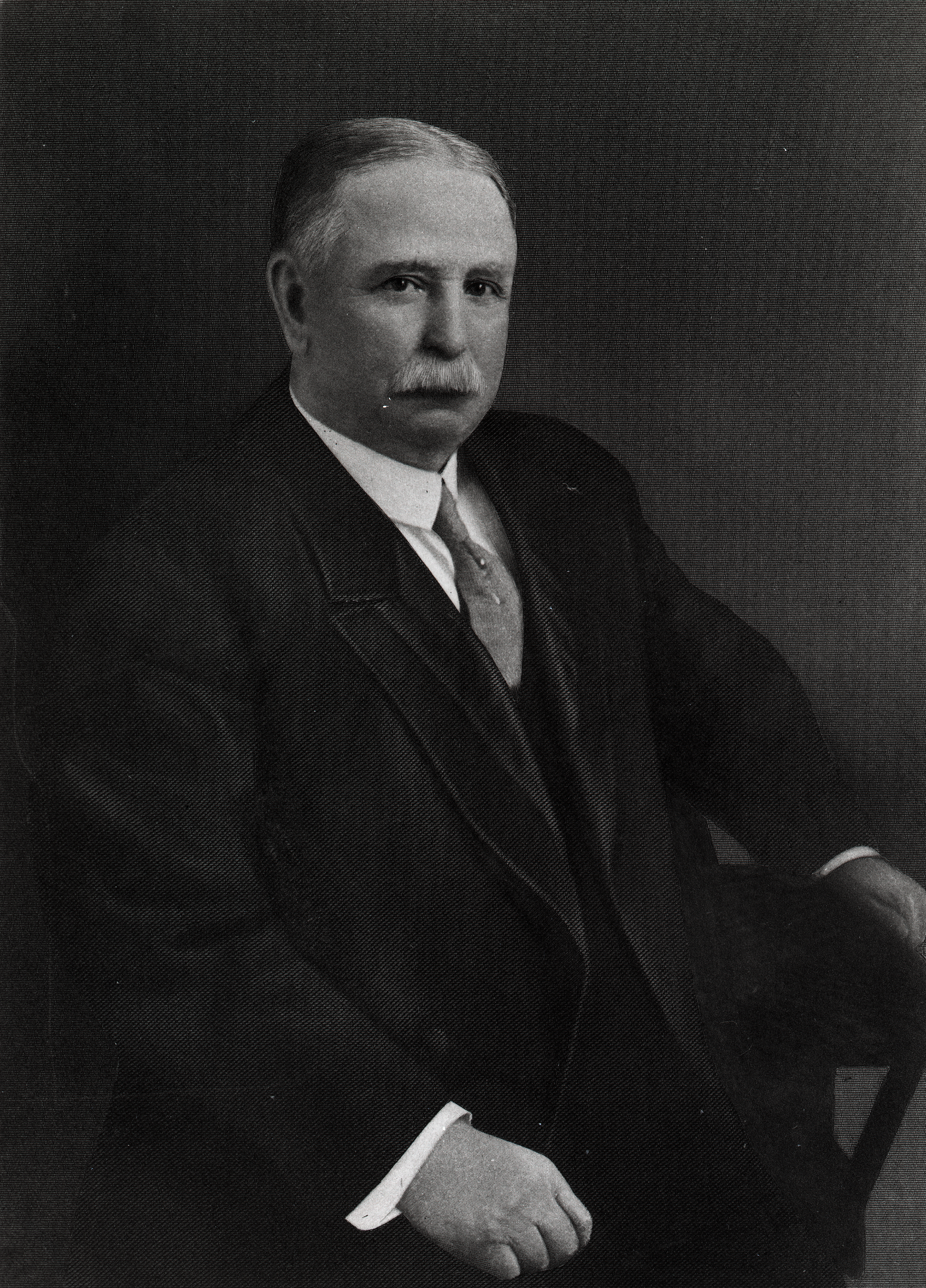
John Williston Cook, fondateur des écoles normales américaines.

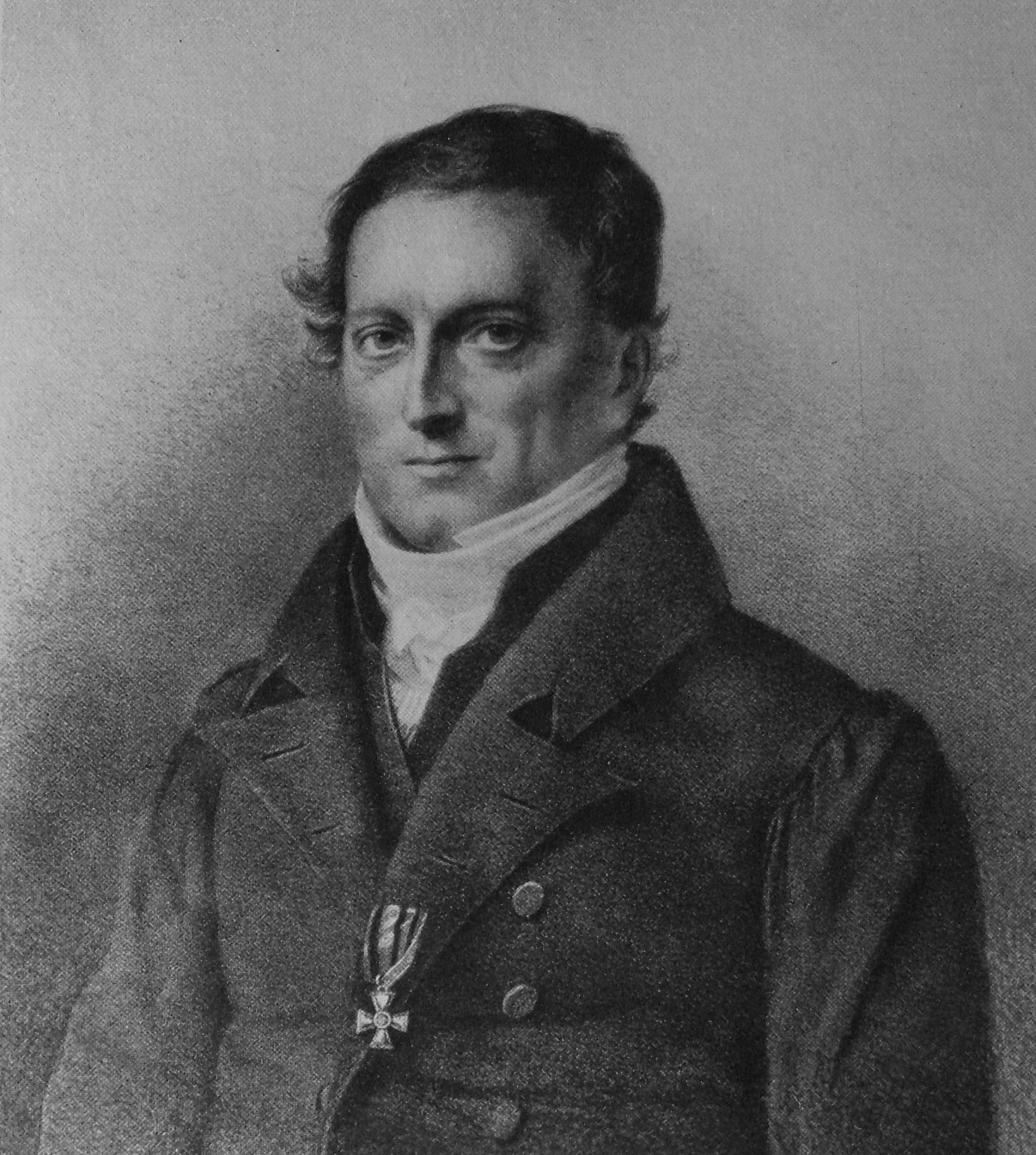
Johann Friedrich Herbart.

En juin 1878, Margaret Haley a achevé ses études secondaires, elle envisage d'embrasser une carrière d'enseignante, d'une part parce que l'enseignement est une des rares filières où les jeunes femmes irlandaises sont acceptées et d'autre part pour compenser les difficultés financières de sa famille, aussi passe-t-elle avec succès les épreuves du certificat d'aptitude à enseigner dans le primaire ce qui lui permet d'être admise à l'école normale de Morris fondée par John Williston Cook (en), le leader de la création des écoles normales aux États-Unis sur le modèle des écoles normales françaises. Les cours de l’école normale se déroule pendant tout l'été. Margaret Haley bénéficie des cours donnés par John Williston Cook. En septembre 1878, elle est nommée à une école primaire de campagne dans le petit village de Dresden Heights (Illinois) à proximité de Morris, elle y enseigne pendant huit mois pour un salaire de 30 $ mensuels ce qui est le salaire moyen d'une enseignante débutante. Cette première expérience est un succès, validé par l'inspection. Puis, elle est nommée en 1879, pour enseigner dans une école de Joliet où sa famille réside. Elle y reste jusqu'en 1882,,,,,.

#### L'Herbartianisme

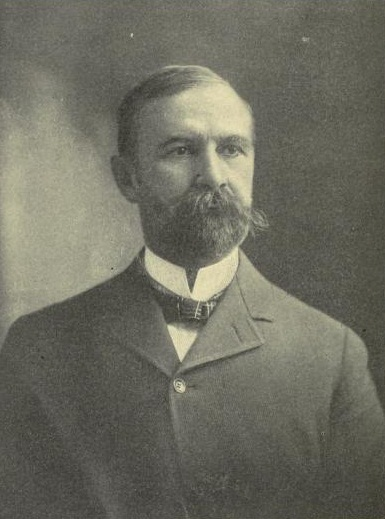
Charles De Garmo.

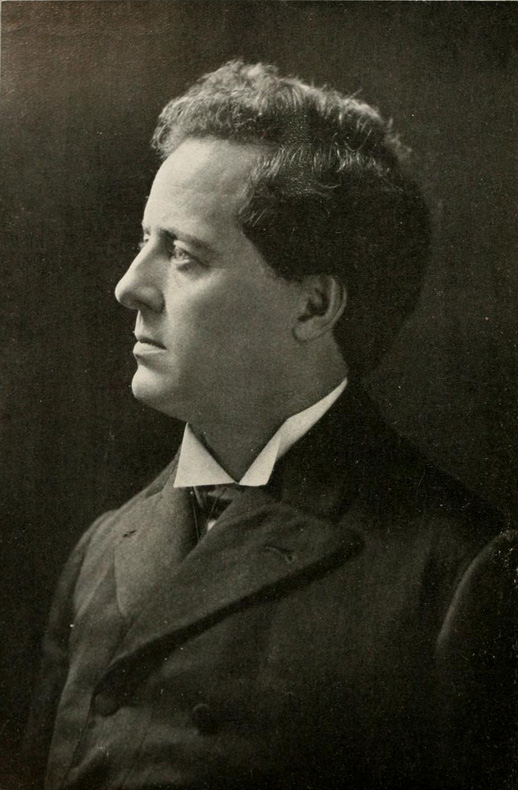
Edmund Janes James.

Margaret Haley veut en apprendre plus sur le mouvement des écoles normales, en comprendre « l'esprit ». Aussi, en août 1882 s’inscrit-elle à un séminaire de quatre semaines donné au sein de l'Illinois State Normal University devenu l'université d'État de l'Illinois. Pendant ce séminaire, elle découvre l'Herbartianisme (en) fondé par le philosophe et pédagogue germanique Johann Friedrich Herbart qui a posé les fondements scientifiques de la psychologie développementale et méthodes d’enseignement adaptés à chaque stade. Elle assiste aux conférence données par Edmund J. James (en), et Charles De Garmo (en), , qui en plus de l'Herbartianism lui font découvrir l'économie liée au monde scolaire,.

#### Chicago
À la suite de ce séminaire, Margaret Haley reprend son poste à Joliet, mais n'ayant pu obtenir d’augmentation, elle part pour Chicago, ville habitée par de nombreux Irlandais catholiques qui y ont pu réaliser leurs aspirations, c'est logiquement la ville à laquelle une jeune femme irlandaise qui exerce le métier d'enseignante doit se rendre. Ses frères déjà présents y travaillent dans les services publics de la ville, soit au sein du Chicago Police Department soit au sein du Chicago Fire Department.

##### Francis Wayland Parker

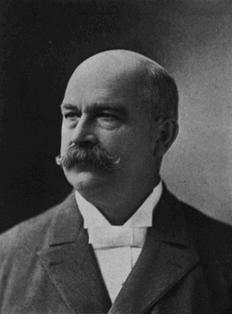
Francis W. Parker.

De la rentrée scolaire de 1882 jusqu'au printemps 1883, Margaret Haley obtient un emploi de remplaçante dans une école de Lemont dans la banlieue de Chicago, puis à la rentrée de 1883, elle enseigne à la Lewis Champlin School d'Englewood sur la lisière sud de Chicago. En 1884, Margaret Haley, toujours en attente d'un poste permanent, est invitée par Francis Wayland Parker, le nouveau directeur de la Cook County Normal School (devenue l'université d'État de Chicago) qui lui propose de travailler au sein de son établissement, ce qu'elle accepte d'autant plus que l'un comme l'autre partagent une adhésion à la pédagogie de Friedrich Fröbel quant aux écoles maternelles. L'un comme l'autre ont pour souci de placer le développement de l'enfant au centre de l'enseignement, que les enseignants se doivent d'encourager le développement de ses compétences à la lumière de valeurs éthiques. Même si Margaret Haley ne reste que quelques mois à la Cook County Normal School, Francis Wayland Parker devient un modèle par son côté iconoclaste, ses défis envers les règles, son non-conformisme et ses encouragement à penser par elle-même,,,.

##### LaHendricks Elementary Schoolde Chicago (1884-1900)

###### La proximité de l'Union Stock Yards
En septembre 1884, Margaret Haley, âgée de 23 ans, est nommée à un poste d'enseignante permanente à la Hendricks Elementary School de Chicago. Cet établissement d'enseignement primaire est situé dans une zone d'habitat misérable dite Packingtown où résident principalement les ouvriers qui travaillent pour les abattoirs de la ville dans le tristement célèbre quartier de l'Union Stock Yards décrit par le roman La Jungle d'Upton Sinclair,. Packingtown est décrit comme un quartier lugubre composé de masures insalubres, la plupart des rues ne sont pas pavées, l'air y est pestilentiel, quartier où s'entassent des déchets issus des usines environnantes comme le quartier de la Bubbly Creek (en) véritable égout à ciel ouvert. Le quartier est envahi par le son bruyant des passages trains qui circulent sur l'une des 43 voies de chemins de fer, trains qui circulent sans passage à niveau, à la grande frayeur des piétons. Les égouts comme le système de distribution d'eau courante sont vétustes, des fuites créent des mares d'eau stagnante, de boue dans lesquelles des enfants se noient quand ils y jouent,,,,.

###### Des élèves issus de la migration
Les premiers élèves de Margaret Haley sont principalement des enfants de migrants venus de l'Empire allemand ou de l'Écosse qui travaillent dans les abattoirs. Elle note que ces enfants sont « studieux et animés par une soif d'apprendre ». Quand ses élèves quittent l'école pour travailler, nombre d'entre eux meurent de la tuberculose, de la diphtérie et autres maladies infectieuses. Peu à peu ses élèves vont se diversifier avec la venue d'enfants de migrants polonais, bohémiens et lituaniens envers qui elle n'éprouve guère de sympathie les qualifiant « de Huns et de Vandales ». Une inspection médicale de 1890 note que les élèves de sa classe « sont anémiés, maigres, pauvrement vêtus et apparemment négligés par leurs parents ».

###### Les changements réglementaires et sociaux
Durant les années 1880, le Conseil municipal de Chicago promulgue plusieurs lois sur la scolarisation et le travail des enfants. La scolarité obligatoire concerne les enfants âgés de sept ans à quatorze ans. Mais bien des élèves de Margaret Haley quittent l'école pour travailler bien avant leurs quatorze ans. Quatre nouvelle écoles sont construites pour les enfants issus du quartier des abattoirs et de son environnement proche. Des travaux sont entrepris pour moderniser la Hendricks Elementary School, des toilettes à chasse d'eau, un système de ventilation pour ne plus subir les odeurs du quartier, une bibliothèque pour les enseignants. Chaque classe est dotée du Dictionnaire Webster, d'un globe terrestre, de cartes géographiques murales des États-Unis et de l'Illinois. Dans cette dynamique de rénovation, Margaret Haley interdit les châtiments corporels dans sa classe lui préférant « l’exhortation morale ».

###### L'influence de Francis Wayland Parker sur les institutions

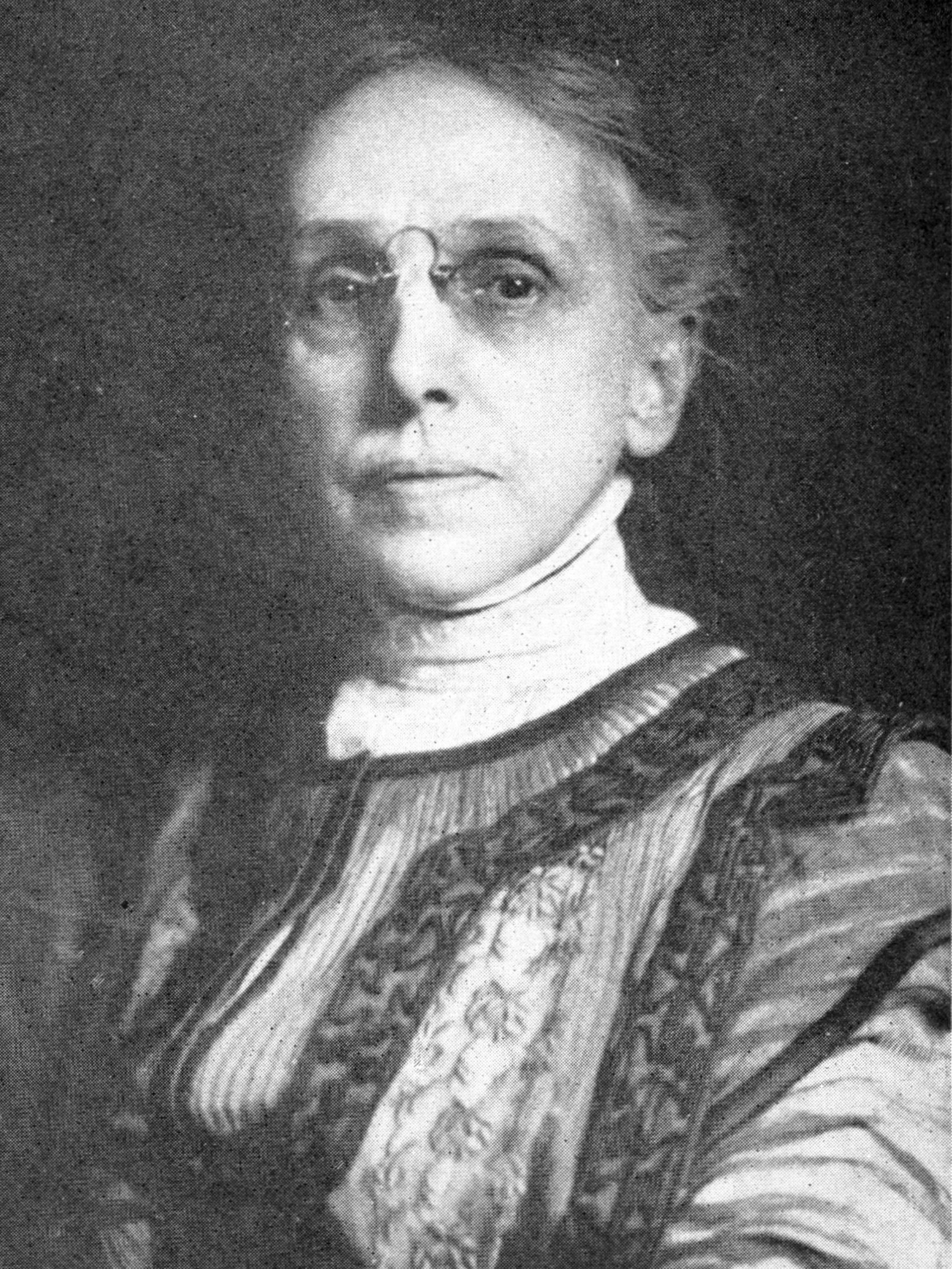
Ella Flagg Young.

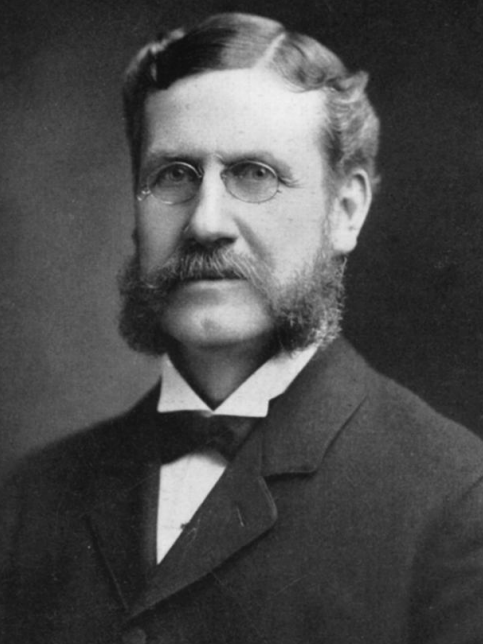
Photographie de Albert G. Lane prise en 1906.

Albert G. Lane (en), le directeur des services scolaires du comté de Cook, comprenant la ville de Chicago, de 1891 à 1898 a suivi les cours de Francis Wayland Parker et fait la promotion de sa pédagogie auprès des enseignants et des éditeurs de manuels scolaires. Il fait venir la Woman's Christian Temperance Union pour qu'elle intervienne sur le rejet de l'alcool. Il fait appel à l'École de l'Art Institute of Chicago pour qu'elle décore les murs des écoles et à la Children's Aid Society (en) pour qu'elle fasse des dons d'habits pour les élèves nécessiteux. Une autre élève de Francis Wayland Parker, Josephine C. Locke dirige le département des matières artistiques des services scolaires de Chicago et se bat pour l'enseignement de l'art au sein des écoles primaires plus spécialement dans les écoles des grandes villes où les élèves sont éloignés de la campagne, de la nature et rétrécissent leur vision du monde aux machines, à la mécanique et aux affaires commerciales et industrielles ; Margaret Haley l'invite à intervenir dans les écoles du quartier des abattoirs pour y enseigner combien les arts sont tout aussi importants que la technique pour la vie. Le directeur des écoles du Comté de Marshall, William C. Speer introduit aussi les méthodes pédagogiques de Francis Wayland Parker. Cet environnement institutionnel conforte Margaret Haley quant à ses convictions pédagogiques. Une autre personne formée par Francis Wayland Parker va particulièrement inspirer Margaret Haley, c'est la nouvelle directrice du service des écoles publiques de Chicago Ella Flagg Young,,. Grâce à la bienveillance de son principal, Margaret Haley pourra librement appliquer sa pédagogie humaniste centrée sur l'éveil du développement de ses élèves.

#### La Chicago Teachers Federation

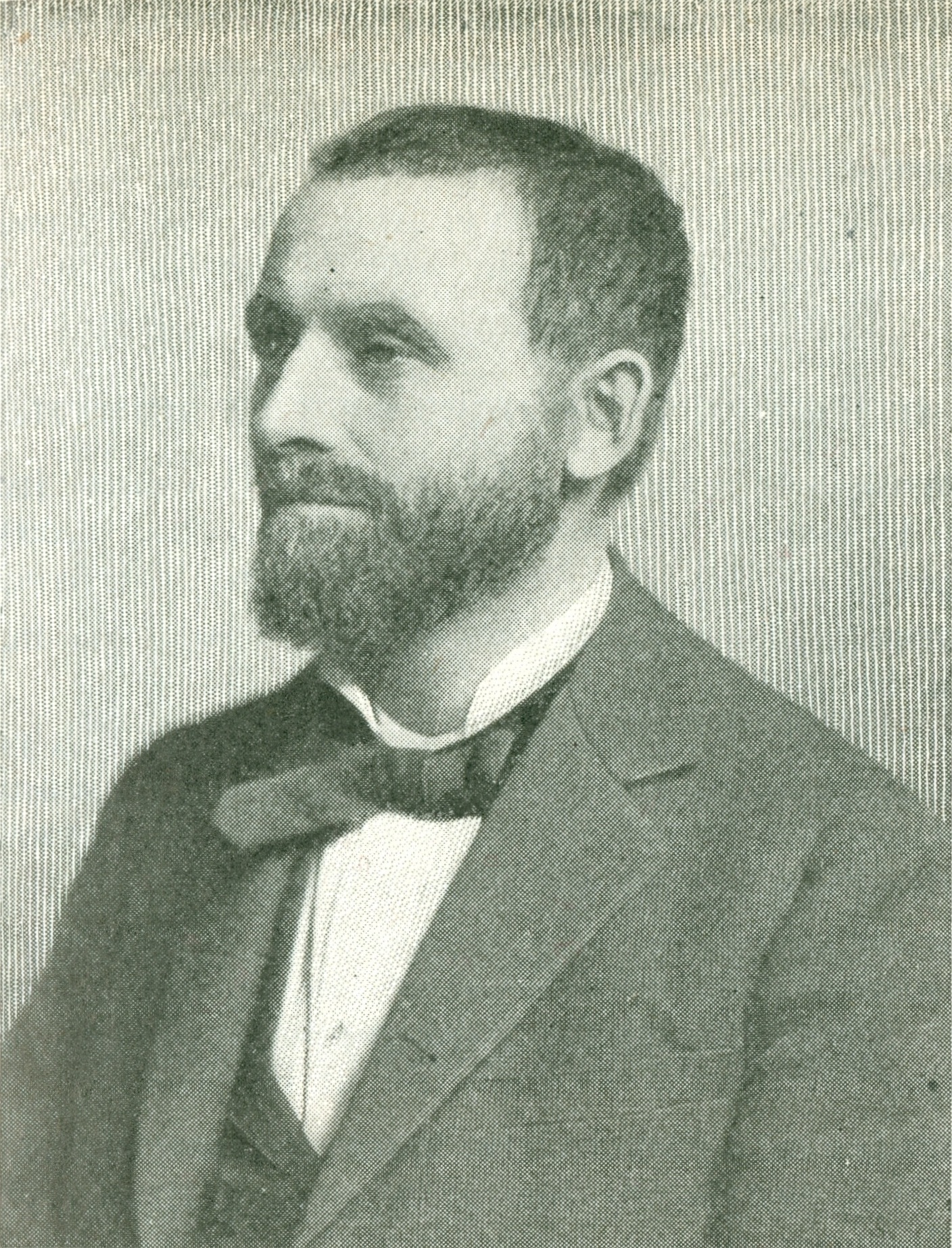
John Peter Altgeld.

##### Le cliché du sacrifice de soi
Malgré les réformes entreprises à Chicago, il demeure que le sort des enseignantes ne s'est pas amélioré contrairement à celui des enseignants. Des années 1880 à la fin des années 1890, les salaires des enseignantes stagnent, pendant que ceux des enseignants augmentent. Ceci sous le prétexte que les femmes dès qu'elle se marient et accouchent quitteraient leur emploi. Il devient évident que les enseignantes doivent lancer leur propre mouvement pour défendre leurs revendications. Organisation qui se heurte aux idées reçues de l'époque qui voudraient que les enseignantes seraient des femmes qui se sacrifient pour le service des enfants des autres. Cliché entretenu par des personnalités diverses telles que Catherine Beecher Stowe, Horace Mann, Henry Barnard (en) qui tout en soutenant que les femmes sont les piliers de l'enseignement, elles affirment qu'elles posséderaient une faculté « naturelle » à prendre soin des enfants sous la supervision d'hommes et surtout qu'elles se contenteraient de travailler pour un salaire modique. Cette morale du sacrifice de soi est le principal obstacle à une organisation des enseignantes visant à faire entendre et aboutir leurs propres intérêts,.

##### Les pensions de retraite, premières victoires

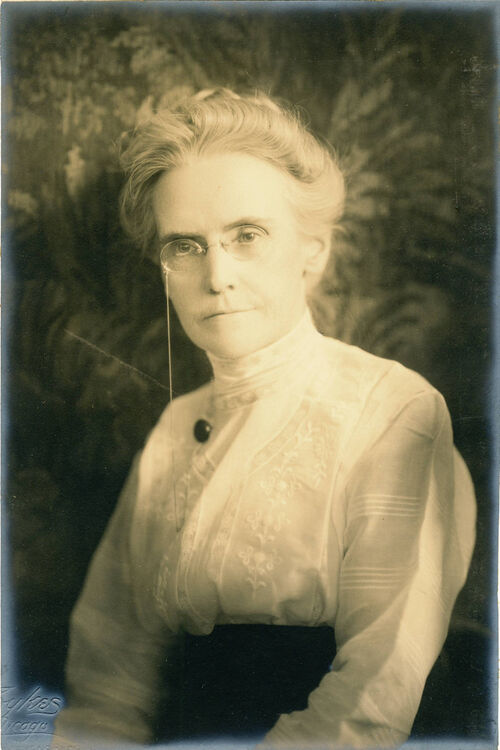
Catherine Goggin

La première préoccupation des enseignantes comme celle des salariées est celle du montant de leur pension de retraite. La première loi garantissant les pensions de retraite des enseignantes est promulguée en 1879 par la ville de New York, il faut attendre 1895, pour la que législature d'État de New York promulgue une loi semblable. D'autres législatures d'État emboîtent le pas à celle de l'État de New York. Lois nécessaires pour rendre attractif l'emploi d'enseignante auprès de femmes tentées par des emplois administratifs bien mieux rémunérés, d'autant que les enseignantes sont largement majoritaires vis à vis des enseignants, ainsi à Chicago les enseignantes représentent 95% du corps professoral. À Chicago en 1892, Arvilla C. DeLuce lance une campagne en faveur des pension de retraite des enseignantes, bien qu'isolée elle est rejointe par des collègues comme Catherine Goggin et Margaret Haley en 1894. Une pétition est lancée, puis présentée au gouverneur de l'Illinois, John Peter Altgeld. Ce dernier non seulement approuve les revendications de la pétition mais ajoute des clauses de titularisation et la garantie d'une pension de retraite d'un montant de 600 $, et un âge de départ à la retraite de cinq ans avant leurs collègues hommes. La loi est promulguée en février 1895, c'est la première victoire des enseignantes de Chicago,.

##### La fondation de la Chicago Teachers Federation
À la suite de la loi de février 1895, s'est vite posé les ressources du fonds de pension des enseignantes. Cette loi ne disait rien sur son financement pour rattraper son retard, les enseignantes âgées n'avaient pas cotisé suffisamment pour financer leur fonds de pension qui rapidement épuise ses ressources. Le 16 mars 1897, quelques enseignantes se regroupent pour créer une organisation qui défendrait les retraites des enseignantes, donnerait des informations sur l'actualité pédagogiques, élaborerait des lois en faveurs des enseignantes et de la modernisation des écoles primaires, autrement dit un syndicat. Au bout de deux réunions la Chicago Teachers Federation est fondée, Catherine Goggin, une autre irlandaise, est élue présidente et Margaret Haley vice-présidente. En moins d'un an, le nombre des adhérentes passe de 250 à 2500 puis à 3 600 soit plus de la moitié des enseignantes du primaire. La première revendication satisfaite est l'augmentation des salaires prenant en compte l'ancienneté,,,,.

##### Le rapport Harper

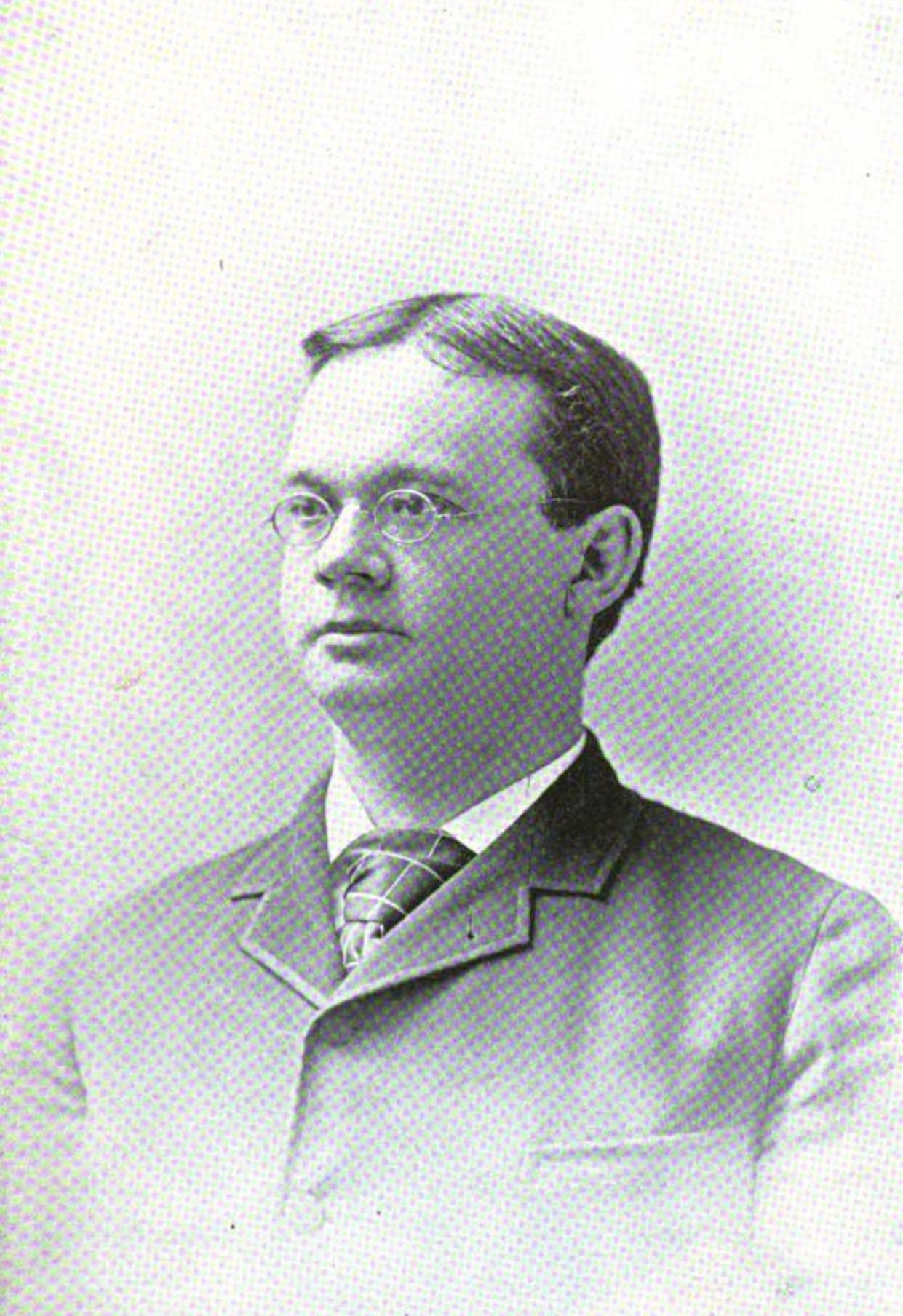
William Rainey Harper.

En décembre 1898, grâce à son principal, Margaret Haley prend connaissance du Rapport Harper remis au Chicago Public Schools (Commission de l'enseignement de la ville de Chicago), rapport qui tient son nom de son rédacteur William Rainey Harper, président de l'université de Chicago. Ce n'est pas la première fois que William Rainey Harper rédige des rapports pour faire valoir son point de vue sur la politique éducative de Chicago. Ce rapport d'après Margaret Haley va à l'encontre des revendications et des positions de la Chicago Teachers Federation. Margaret Haley soumet le contenu du rapport aux militantes de la Chicago Teachers Federation, elles y lisent qu'il est opposé à toute augmentation de salaires des enseignants et propose une mise sous tutelle du corps enseignant à la mairie de Chicago via des inspecteurs nommés par le maire. Il supplie le maire de renvoyer Albert G. Lane jugé trop libéral pour le remplacer par Elisha Benjamin Andrews (en), président de l'université Brown, connu pour son esprit bureaucratique, surnommé Bulletin Ben (« Ben la circulaire »). Pour la Chicago Teachers Federation, William Rainey Harper est un réactionnaire, élitiste animé par une détestation des femmes. Selon lui, les enseignantes devraient se contenter d'une rémunération égale à celle de la femme de ménage au service de son épouse,.
Si les recommandations de William Rainey Harper sont adoptées, les enseignants seraient sous la coupe d'une bureaucratie centralisée soucieuse de rationalisation et de moindre coût économique, buts passant au-dessus de la pédagogie et barrant toute initiative aux enseignants. La guerre est ouverte entre d'une part William Rainey Harper et ses « laquais » et d’autre part Margaret Haley, Catherine Goggin et la Chicago Teachers Federation. Avant que des décisions législatives soient prises, Margaret Haley sollicite le think tank, la Chicago Civic Federation (en) dont elle est membre en tant que représentante de son district. Accompagnée de Catherine Goggin, elle se rend à une réunion qui se tient à Springfield, où elles peuvent exposer les dangers du rapport Harper. Convaincue, la Chicago Civic Federation organise et finance plusieurs meetings où Margaret Haley et Catherine Goggin exposent au public les menaces du rapport Harper et lancent des pétitions pour que ce rapport soit enterré. Lors d'un meeting un témoignage souligne les connivences entre William Rainey Harper et le magnat du pétrole John Rockefeller ; une enquête est lancée qui confirme la collusion. Ayant eu vent de ces accointances, le gouverneur de l'Illinois, John Peter Altgeld se moque du rapport Harper qui veut soumettre les institutions scolaires à la Standard Oil. Au printemps de l’année 1899, face à la pression de la majorité des enseignants soutenus par le public, la législature de Chicago vote le rejet du projet de loi Harper. C'est une victoire de plus de la Chicago Teachers Federation et de la pugnacité de ses dirigeantes Margaret Haley et Catherine Goggin,.

##### Nouvelle bataille
Lors du réveillon de Noël de 1899, Margaret Haley apprend que le Chicago Public School (Commission de l'enseignement de la ville de Chicago) n'accordera pas l'augmentation de salaire de 50 $ promise aux enseignantes deux ans auparavant, parce que ses ressources financières sont épuisées. Voulant comprendre la cause de ce défaut de paiement, elle apprend que plusieurs entreprises d'utilité publiques ne paient pas leurs impôts sur leurs biens meubles et immobiliers, comme par exemple la compagnie Pullman qui à elle seule a fait échapper aux impôts la somme de 1 000 000 $, ou la People Gas Company (en) qui a fait échapper aux impôts la somme de 50 millions $. Le problème qui lui est posé est le pourquoi de ces exemptions d'impôts. Pour des raisons de facilité d'installation, en 1872 la Cour suprême de l'Illinois a déclaré comme non imposables plus de 300 entreprises,,.

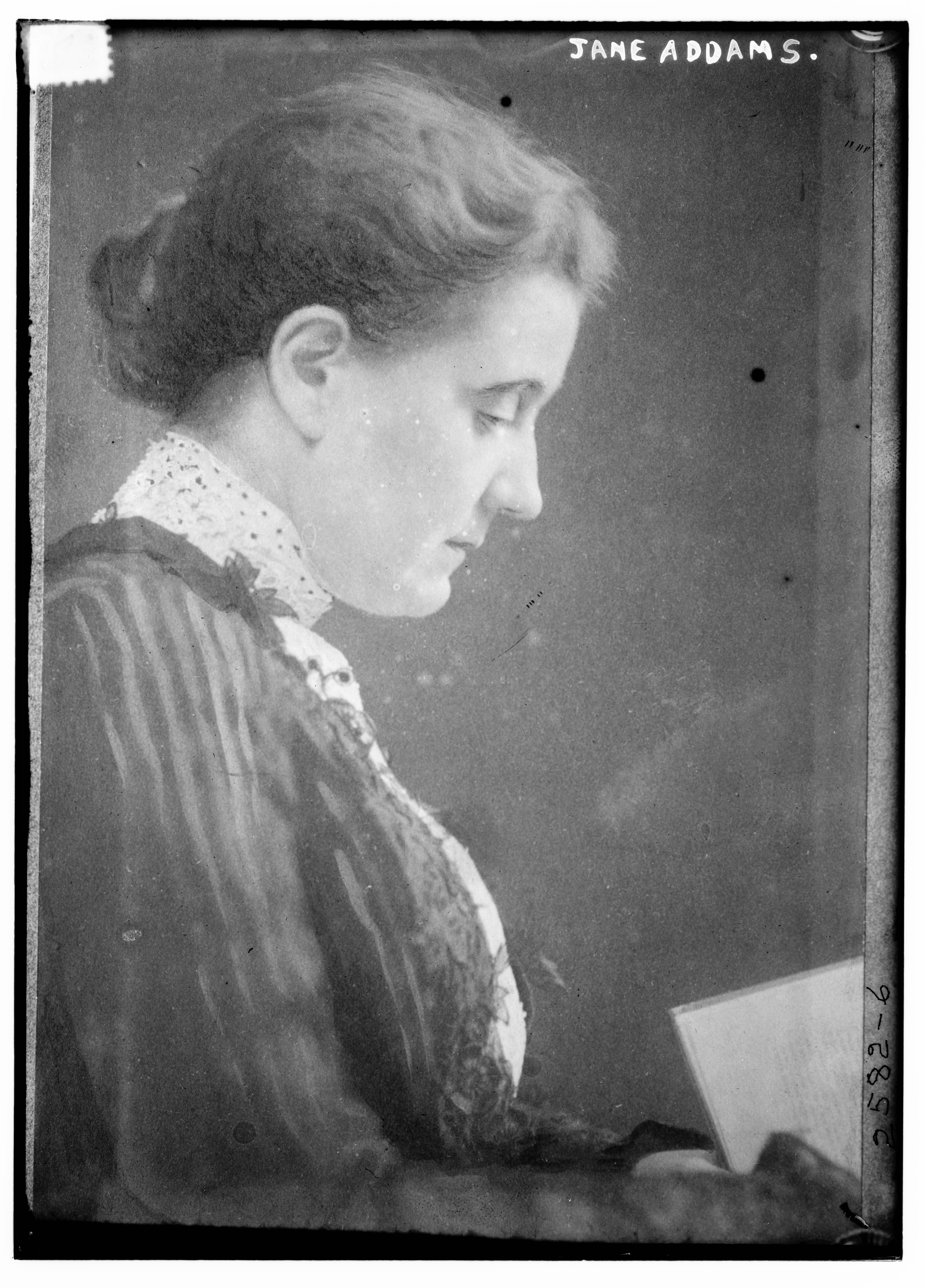
Portrait de Jane Addams datant de 1910

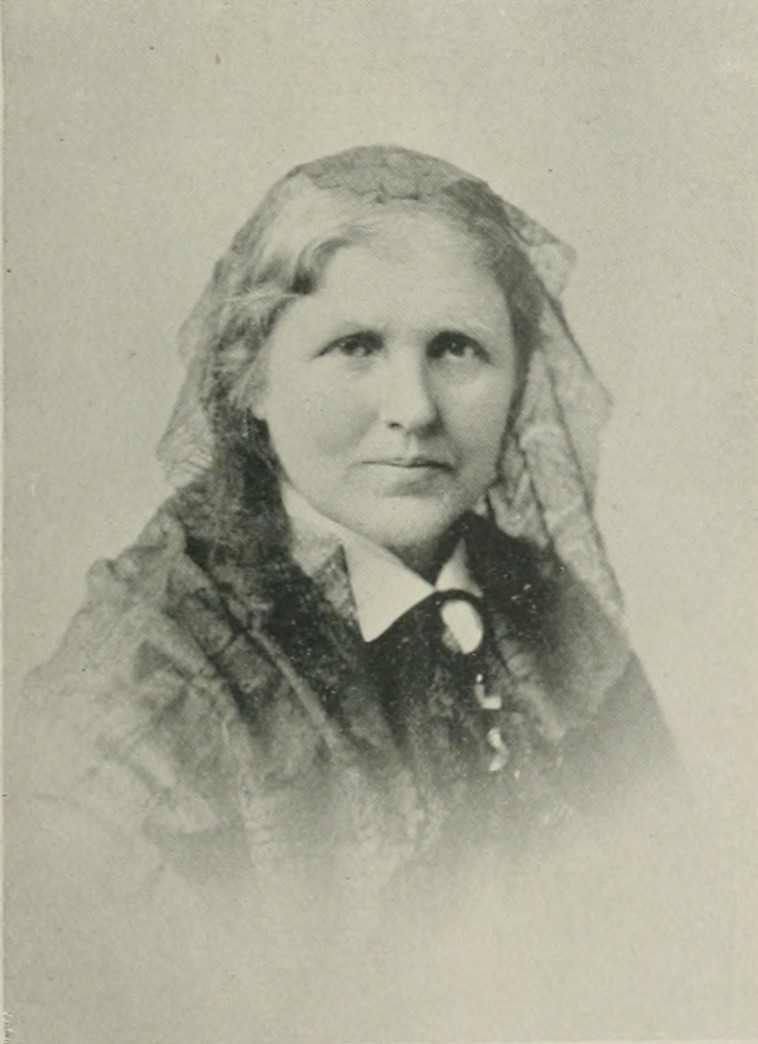
Eliza Allen Starr

Le 29 octobre 1900, la Chicago Teachers Federation tient un meeting au Central Music Hall (Chicago) (en) sous la présidence de Margaret Haley pour dénoncer les privilèges fiscaux accordés aux entreprises d'intérêt général. Des centaines d'enseignants et une foule de citoyens s'y rendent. Après le discours inaugural de Margaret Haley, Jane Addams de la Chicago Civic Federation prend la parole et augmente la tension du public en employant des figures de style à fortes charges émotionnelles. Elle signale que cette perte de revenus fiscaux à des conséquences sur le traitement des enseignants, bien évidemment mais aussi sur le financement du secteur hospitalier, la protection de l'enfance et autres services publics. Elle fustige les hommes d'affaires, les actionnaires, de se dérober à leurs « obligations morales ». Jane Addams et Margaret Haley sont soutenues par l'éminente critique d'art Eliza Allen Starr (en) qui en s'adressant à  Margaret Haley lui dit « je vous félicite pour vos efforts héroïques pour mettre fin à l'emprise des ploutocrates sur nos terres », et Lucy Fitch Perkins (en) la célèbre auteure de livres pour enfants dit à Margaret Haley et Catherine Goggin « Vous me faites penser à Moïse et Aaron et je crois fermement que vous ferez votre chemin à travers la Mer Rouge et que vous emmènerez avec vous les enfants d'Israël ». En janvier 1901, le Chicago Symphony Orchestra, dirige un concert pour collecter des fonds pour la Chicago Teachers Federation qui a le vent en poupe.
La même année en 1900, Margaret Haley et Catherine Goggin quittent leur emploi d’enseignante pour devenir des permanentes salariées, Margaret Haley en tant que vice-présidente et Catherine Goggin en tant que présidente de la Chicago Teachers Federation, postes qu'elles gardent jusqu'à leur mort,.

##### La guerre des taxes

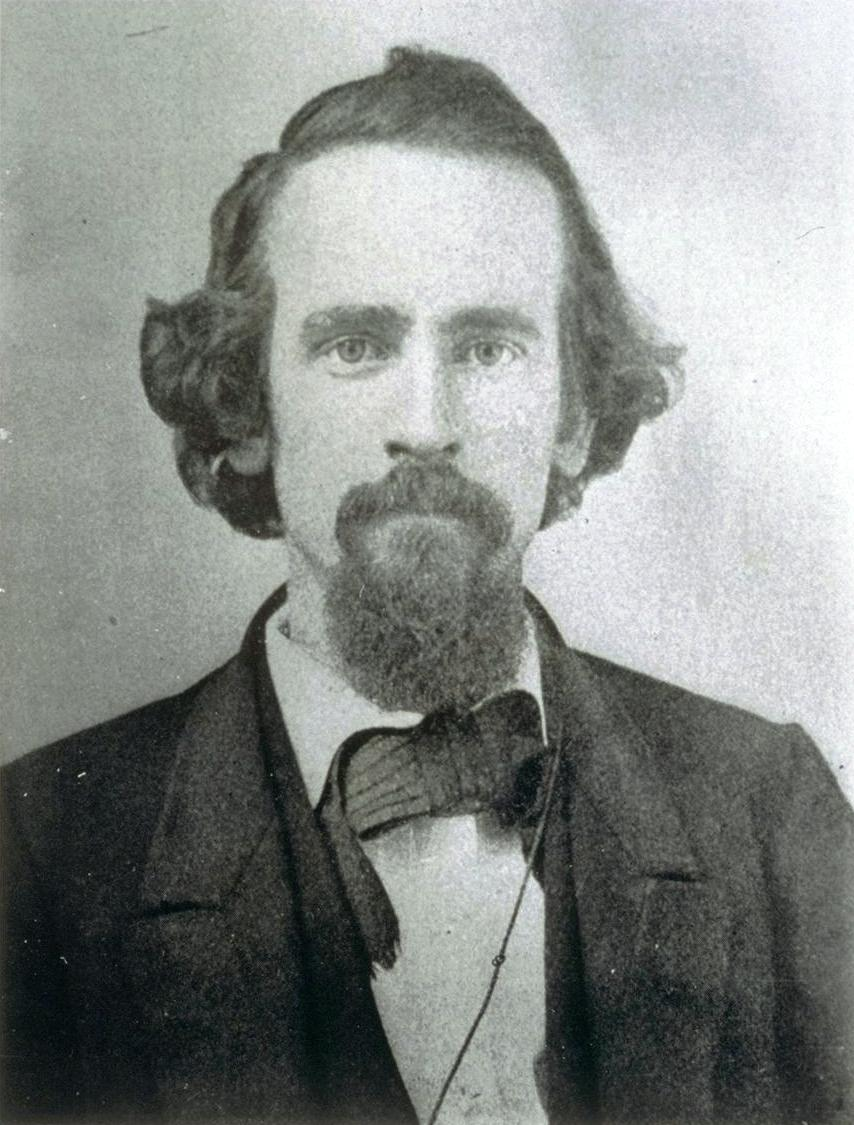
Photographie d'Henry George prise en 1865.

Pour régler le problème des divers impositions et taxes et pour régler le financement des salaires et des pensions de retraite, Margaret Haley cherche des solutions. Elle se penche sur divers théoriciens en la matière. Elle est intéressée par la théorie de l'impôt unique élaborée par Henry George qu'elle a lu dans son traité Progress and Poverty édité en 1879. Livre populaire auprès des irlando-américains. Il apparaît qu'il est le seul économiste à concilier redressement économique et réforme sociale et plusieurs villes américaine ont adopté son principe de l'impôt unique.
Margaret Haley cherche des appuis en contactant les personnalités qui adhèrent au mouvement de l'impôt unique et reçoit le soutien de Tom L. Johnson (en) le maire de Cleveland qui lui écrit que c'est grâce à l'application de l'impôt unique qu'il peut financer l'enseignement public et les enseignants de sa ville.
Margaret Haley admire également le travail accompli par Samuel M. Jones (en) dit Samuel Milton "Golden Rule" Jones dans sa gestion de la ville de Toledo dans l'État de l'Ohio. Travail inspiré par les principes du Christianisme social. Selon Samuel M. Jones, les crises économiques comme la récente Grande Dépression (1873-1896) qui a engendré le développement de la pauvreté, n'est pas le résultat d'actions humaines erronées mais celui d'un système défectueux. Ainsi il a redressé les industries de Toledo, imposé le partage des profits, établi un système de santé pour les ouvriers, maintenu le niveau des salaires et assuré la cohésion sociale en organisant des événements festifs. Il a pu continuer à financer les services publics par une politique fiscale consentie par la population.

Mais Margaret Haley, en tant que femme, contrairement à ces maires, ne peut devenir ni maire de Chicago, ni même conseillère municipale. En revanche, elle sait faire du lobbying, rassembler et mobiliser des personnes autour d'un projet de réforme. Elle diffuse les principes de Progress and Poverty et la théorie de l'impôt unique auprès des adhérentes de la Chicago Teachers Federation. 

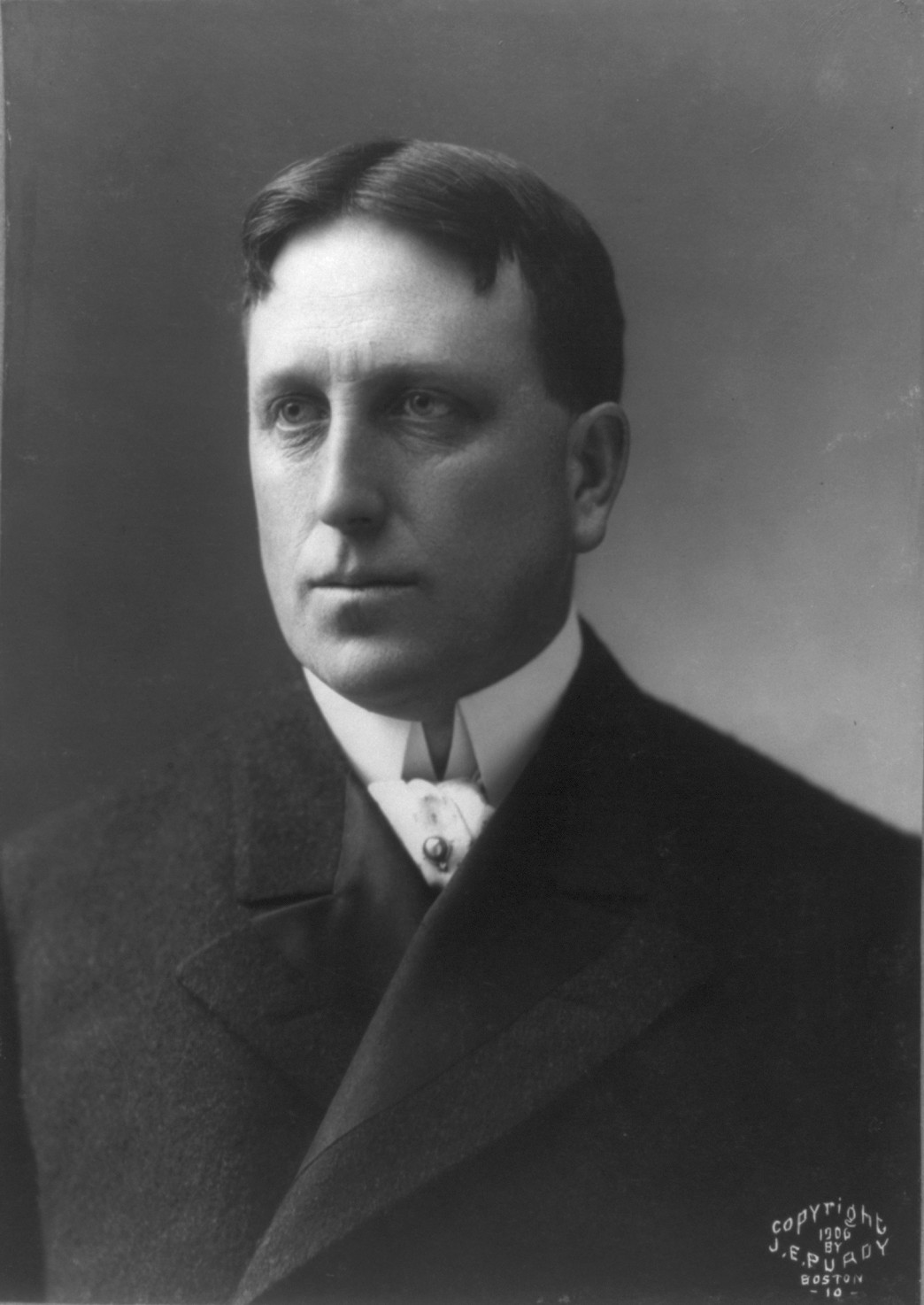
Photographie de William Randolph Hearst prise en 1906.

Dans sa campagne de promotion de l'impôt unique, elle est critiquée par Hiram Loomis, le principal d'un établissement prestigieux, il sape sa campagne uniquement pour protéger les privilèges du personnel scolaire masculin. Il devient alors évident que cette guerre des taxes devient un combat des sexes, combat déséquilibré car les enseignantes n'ont pas le droit de vote pour exprimer leurs désaccords. Pour contrer ses opposants, Margaret Haley élargit sa base à toutes les femmes de Chicago qui en tant que parentes ont besoin d'un système scolaire qui fonctionne, La guerre des taxes ne concerne pas seulement les enseignantes mais la population de Chicago.
La guerre des taxes trouve un écho par-delà l'Illinois, ainsi, Margaret Haley est-elle invitée par une mère de six enfants de l'État du Wisconsin à prendre la parole lors d'une fête de son comté, puis elle est soutenue par la leader du droit de vote des femmes Susan B. Anthony. Cette dernière explique son appui par le fait que le combat de la guerre des taxes concerne toutes les femmes et pas seulement les enseignantes. Grâce à cet appui Margaret Haley devient un icone nationale des réformes sociales en faveur des femmes.
La guerre des taxes est accusée par les industriels de Chicago et de l'Illinois de leur nuire et poursuivent Margaret Haley et la Chicago Teachers Federation devant les tribunaux. En 1902, un arrêt de la Cour suprême de l'Illinois ordonne au State Board of Equalization de l'Illinois à calculer l'assiette fiscale des entreprises jusque-là exonérées. Les industriels font appel à la Cour suprême des États-Unis qui en 1907 rend un arrêt qui confirme celui de la Cour suprême de l'Illinois. Rien que pour le comté de Cook, les industriels doivent verser des arriérés se montant à 600 000 $ dont 250 000 $ sont reversés à la Commission de l'enseignement de la ville de Chicago. Mais quand cette dernière vote que cette somme est destinée aux travaux de maintenance et de rénovation des bâtiments scolaire et non aux augmentations de salaires des enseignantes, cela provoque la colère de la Chicago Teachers Federation pose un recours devant les tribunaux,.
Le recours de Margaret Haley suscite un intérêt national, elle reçoit le soutien de John Peter Altgeld, de Jane Addams et de William Randolph Hearst le patron du quotidien le Chicago American. Son combat augmente le nombre des enseignantes qui adhèrent à la Chicago Teachers Federation, il est estimé qu'en 1900, plus de la moitié des enseignantes des écoles primaires de Chicago en font partie.

#### Nouvelles alliances et affiliations

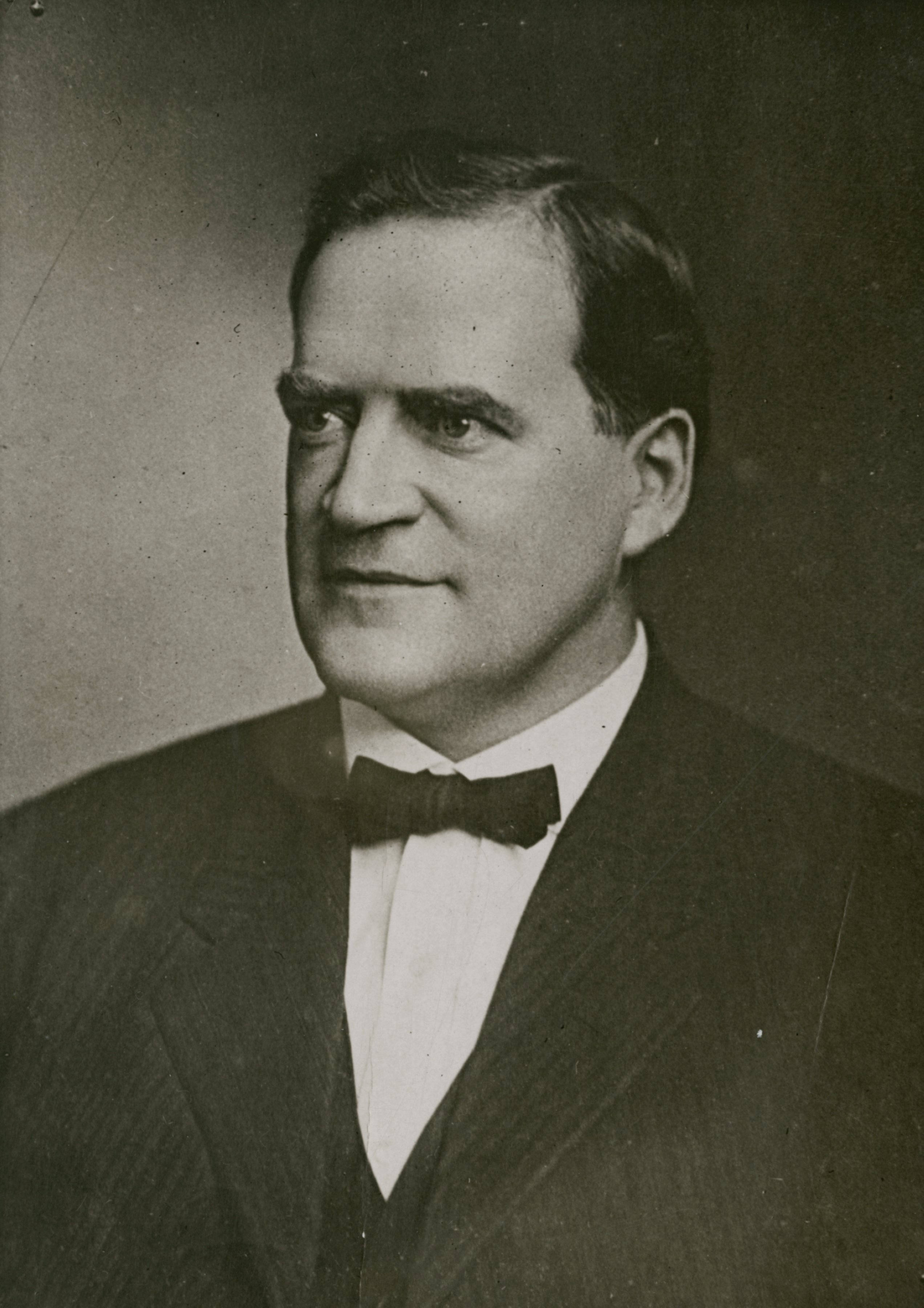
Photographie de John Fitzpatrick prise vers 1920

Selon Margaret Haley la guerre des taxes s'inscrit dans une lutte entre le monde ouvrier et les industriels. Après des pourparlers, la Chicago Teachers Federation s'affilie à la Chicago Federation of Labor (en), syndicat ouvrier fondé en 1896 par John Fitzpatrick (unionist) (en), un irlando-américain. Puis en 1903, la Chicago Teachers Federation s'allie avec la National Education Association le plus ancien des syndicats du personnel de l'enseignement,,,.
En 1904, se tient la convention annuelle de la National Education Association. Le Commissaire à l’éducation des États-Unis, William Torrey Harris (en)  y présente un rapport où il présente les différentes avancées du monde de l'éducation de façon triomphante en ignorant les problèmes de pénuries, de condition de travail. Quand le moment des débats arrive, Margaret Haley s'élève pour démonter, réfuter chacun des points de son rapport. Elle déclare que les enseignants ont besoin d'augmentation de salaires, de la garantie de la permanence de leur poste et celle du versement d'une pension digne, que soit mis fin aux classes surchargées et que soit reconnu le rôle des enseignants comme participant à l'éducation de leurs élèves et pas seulement des instructeurs. L'assistance ovationne la prestation de Margaret Haley. Selon le compte rendu de la convention, William T. Harris qualifie Margaret Haley d'hystérique, de cyclone dévastateur... Mais il demeure que selon le professeur Mark Hlavacik la prise de parole de Margaret Haley est un événement historique dans le monde l'éducation, non seulement du fait qu'elle est la première femme à prendre la parole dans une convention de la National Education Association, mais parce qu'elle a exprimé les malaises, frustrations, insatisfactions qui traversent le monde des enseignants. Le contenu de son discours est repris et publié par le Journal of Education (en) sous le titre Why Teachers Should Organize,,.
En 1910, elle soutient la candidature d'Ella Flagg Young au poste de présidente de la  National Education Association, élection qu'elle remporte avec large majorité faisant d'elle la première femme accédant à ce poste,,.
En 1916, sous l'impulsion de Margaret Haley, la Chicago Teachers Federation s'allie avec l'American Federation of Teachers (en),un nouveau syndicat d'enseignants fondé en avril 1916 à Winnetka dans l'État de l'Illinois et lui fournit un local, l'un des premiers offerts à ce syndicat, syndicat avec lequel elle travaille en étroite collaboration,,.
En 1919, Margaret Haley et Agnes Nestor présidente de la section de Chicago de la Women's Trade Union League sont élues au bureau exécutif de la Chicago Federation of Labor (en) et elle soutient la candidature de John Fitzpatrick au poste de maire de Chicago,.

#### Nouveaux combats et controverses

##### La Loeb rule

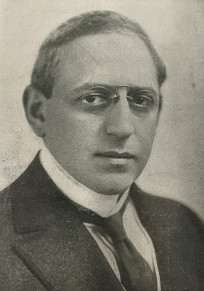
Jacob Loeb.

En 1915,  sous l'impulsion de son nouveau directeur Jacob Loeb (en), le Chicago Public Schools entreprend une politique contre les syndicats d'enseignants et de coupe budgétaire visant le financement des salaires des enseignants sous le prétexte d'un déficit de 600 000 $ du budget du Chicago Public Schools. Il s'ensuit une opposition intransigeante de la Chicago Teachers Federation qui met fin au projet de Jacob Loeb. En mai 1915, Jacob Loeb revient à la charge, il établit une règle qui vise à chasser des établissements scolaires tous les enseignants syndiqués. Cette règle vise principalement la Chicago Teachers Federation qu'il veut faire disparaitre. La « Loeb rule » fait l'affaire de plusieurs dépôts de plaintes auprès des tribunaux aussi bien pour la défendre que pour l'annuler. En juillet 1916, la cour d'appel du premier district de l'Illinois rend un jugement qui annule la « Loeb rule », mais le Chicago Public Schools fait appel à la Cour suprême de l'Illinois qui en avril 1917 rend un avis qui déclare la constitutionnalité de la « Loeb rule » et qu'à partir du mois de septembre 1917 les enseignants devront se soumettre à cette règle,,. 
Commence une série de négociations pour préserver le droit à se syndiquer. Pour cela à partir du mois de mai 1917, la Chicago Teachers Federation se retire successivement de la Chicago Federation of Labor, de la Women's Trade Union League, de l'American Federation of Teachers, retraits qui mettent fin aux actions syndicales de la Chicago Teachers Federation,,.

##### Autres controverses et combats
En 1920, le maire de Chicago William Hale Thompson autorise le Chicago Public Schools à vendre ses biens fonciers sans délibération du conseil municipal l'autorisant. Apprenant la nouvelle Margaret Haley fait cesser l'opération.
En 1924,  après avoir soutenu William McAndrew (en) au poste de directeur de la Chicago Public Schools, Margaret Haley et ses partisans, vont se retourner contre lui lorsqu'il prend des décisions visant à abolir les conseils d'enseignants et à établir un classement des enseignants « suspect ». 
Durant les années de la Grande dépression, Margaret Haley réussit à maintenir le niveau de rémunération des enseignants, et en 1933, elle conduit une délégation qui se rend à Washington pour le maintien de l'agence fédérale dénommée la Reconstruction Finance Corporation à Chicago, présence nécessaire pour sauver de la faillite le budget alloué au financement des enseignants. 

### Vie privée
Margaret Haley vécut avec Catherine Goggin de 1901 à 1916, date de la mort de cette dernière.
À partir du mois de septembre 1938, Margaret Haley est prise de malaises cardiaques récurrents qui nécessitent son hospitalisation à l'hôpital d'Englewood, elle y meurt le 5 janvier 1939, laissant derrière elle une somme de 25 $ et le manuscrit de son autobiographie. Après ses funérailles célébrées à l'église catholique Saint Bernard d'Englewood, sa dépouille est envoyée à Joliet pour qu'elle soit inhumée aux côtes de sa sœur Eliza et de sa famille au cimetière du Mont des Oliviers,,,.
Carl Sandburg, un des rédacteurs du Chicago Daily News  écrit la nécrologie de Margaret Haley, en ces termes « pendant quinze ans cette petite femme fluette s'opposa avec force à ses adversaires que ce soit les politiciens, les fraudeurs fiscaux, les propriétaires de biens fonciers, les magouilleurs et leurs stipendiés ]...[ elle était une voix autant sincère que fervente, l'incarnation même du courage citoyen, de la vigilance, toujours à l’affût, prompte à signaler les dysfonctionnements, les injustices, les malversations. »,.

## Œuvres
- (en) « Why Teachers Should Organize », The Journal of Education, vol. 60, no 13,‎ 29 septembre 1904, p. 215-216, 222 (3 pages) (lire en ligne),
- (en) Robert L Reid (dir.), Battleground : The Autobiography of Margaret A. Haley, Urbana, Illinois, University of Illinois Press, 1er août 1982, 350 p. (ISBN 9780252009136, lire en ligne),